# Endre Ady

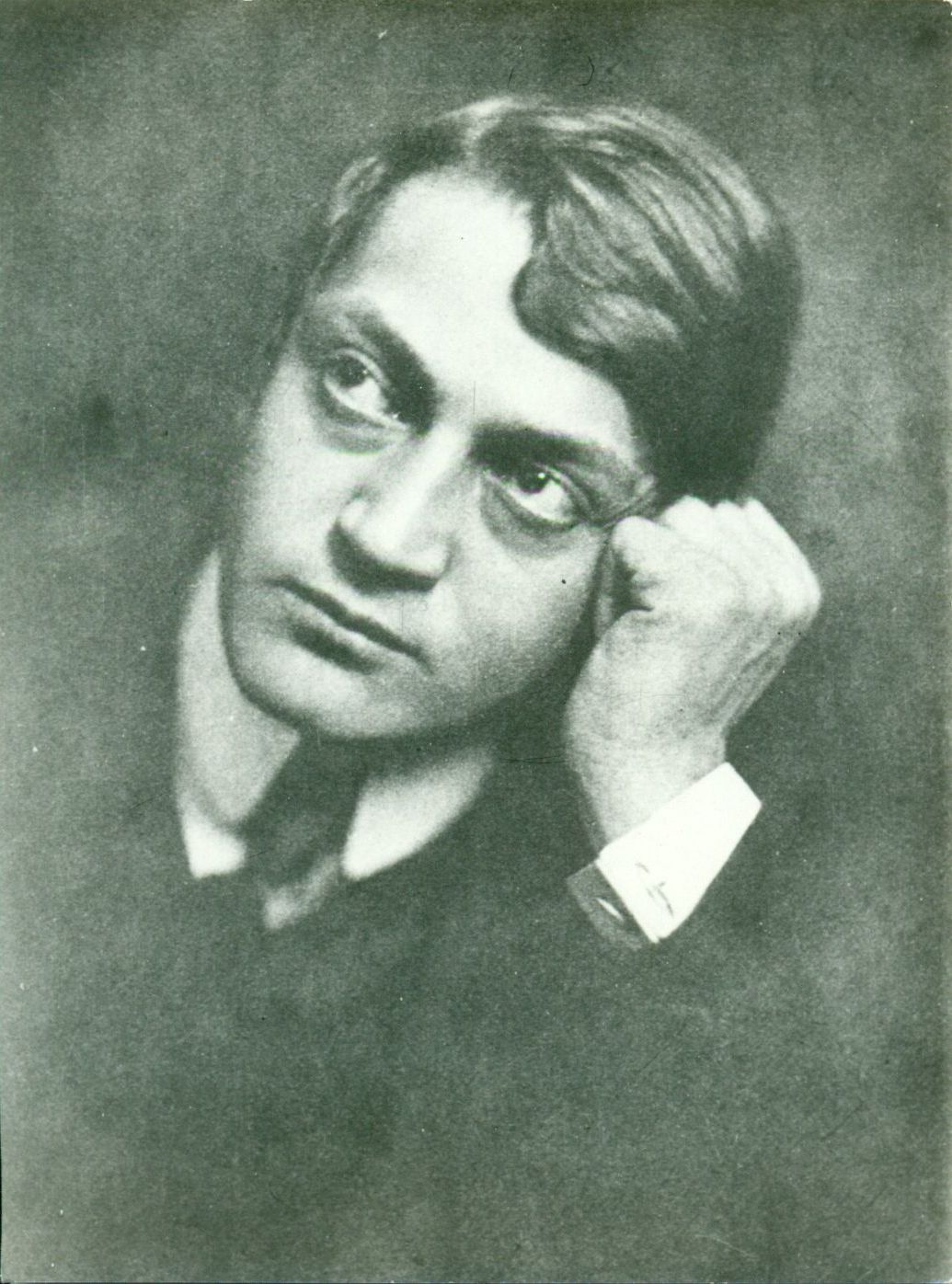
Aladár Székely: Endre Ady (1908)

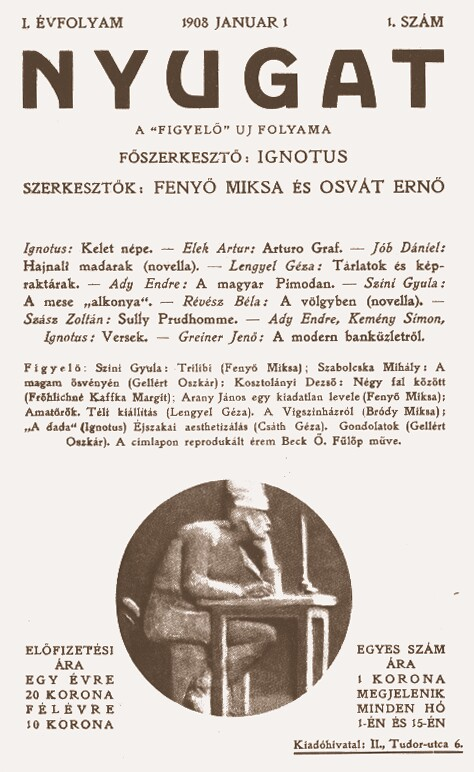
Endre Ady war schon in der ersten Ausgabe (1908) von Nyugat vertreten

Endre Ady von Diósad [ˈɛndrɛ ˈɒdi] (ungarisch diósadi Ady Endre, * 22. November 1877 in Érmindszent, Komitat Szilágy, Österreich-Ungarn; † 27. Januar 1919 in Budapest) war einer der bedeutendsten ungarischer Dichter des 20. Jahrhunderts. Die Erneuerung der ungarischen Kunstdichtung ist vor allem ihm zu verdanken.

## Leben
Ady entstammte einer adligen, aber verarmten Familie. Er studierte in Debrecen, verließ dann die ungeliebte Stadt und war als Journalist in Großwardein (Oradea) tätig. Dort lernte er seine Geliebte, Adél Brüll (eine verheiratete Frau, in den Gedichten Léda genannt), kennen und reiste mit ihr nach Paris, wo er die neusten Strömungen der europäischen Literatur kennen lernte. Ady begann für die Zeitung Budapesti Napló zu arbeiten, in der er mehr als fünfhundert Artikel und viele Gedichte veröffentlichte.
Er begann sich für Politik zu interessieren und wurde Mitglied einer radikalen Gruppe namens Huszadik Század (Zwanzigstes Jahrhundert). Mit den Erfahrungen aus Paris bildete er Schritt für Schritt einen neuen Stil heraus, die sogenannte kritische Heimatliebe, d. h., er wollte durch seine Gedichte die sozialpolitischen Probleme Ungarns entlarven und eine politische Umordnung herbeiführen. Die Gedichtbände Új versek (1906) und Vér és arany (1907) erregten großes Aufsehen. Ady musste seine Tätigkeit bei Budapesti Napló beenden und ging wieder nach Paris. Ab 1908 schrieb Ady für die neue Zeitschrift Nyugat (Der Westen), für die er den Rest seines Lebens tätig sein sollte, ab 1912 als einer der Herausgeber. Ebenfalls 1908 gründete Ady in Großwardein den literarischen Zirkel A Holnap (Das Morgen).
1912 beendete er seine Beziehung mit Adél Brüll. 1914 lernte er die zwanzigjährige Berta Boncza kennen, mit der er bereits seit 1911 in Briefkontakt stand. Sie heirateten 1915 gegen den Willen ihres Vaters. In seinen Gedichten taucht sie als Csinszka auf.
Ady wurde heftig angegriffen, sowohl wegen seiner politischen, unpatriotischen Haltung als auch wegen einiger erotischer Gedichte. Zum Missfallen des Dichters schlossen sich ihm einige Dichter an, da er bei den Jungen als eine Art Trendsetter galt. Mit seiner Erkrankung (Syphilis) ließ seine literarische Kraft nach, jedoch erhob er während des Ersten Weltkrieges seine Stimme gegen den ungarischen Nationalismus.
Die Autorin und Dichterin Mariska Ady (1888–1977) war eine Nichte von Endre Ady.

## Werk
Ady war mit seiner Lyrik stark vom französischen Symbolismus und von Baudelaire und Verlaine beeinflusst. In seinem Werk spiegelt sich die dekadente Endzeit und soziale Ungerechtigkeit der ungarischen Monarchie. Endre Ady war mit dem aus Siebenbürgen stammenden rumänischen Schriftsteller Octavian Goga eng befreundet. Dieser hatte dessen Werke ins Rumänische übersetzt.

## Rezeption
Die internationale Rezeption Adys hält trotz solcher Unternehmungen mit dem Rang, den er in seiner Heimat hat, nicht Schritt, wie der Nachdichter Wilhelm Droste (Budapest), in seinem Nachwort von 2011 zu einem neuerlichen Versuch, Adys Lyrik nach Deutschland zu tragen, bemerkt: „So unbestritten Ady in Ungarn auch heute als der klassische Dichter der Moderne und Bahnbrecher einer literarischen Sprache des 20. Jahrhunderts gilt, so wenig ist es bislang trotz vielfältigster Versuche geglückt, sein Werk europäisch oder gar weltweit hörbar und verständlich zu machen.“
In Rumänien gilt Ady heute vor allem als Poet der Ier-Sümpfe.
Zu den bisherigen Nachdichtern Adys deutscher Zunge gehört auch der aus Pressburg (Pozsony) stammende jüdische Exilautor Alfred Marnau (1918–1999), der unter anderem auch Christopher Marlowe übersetzte.

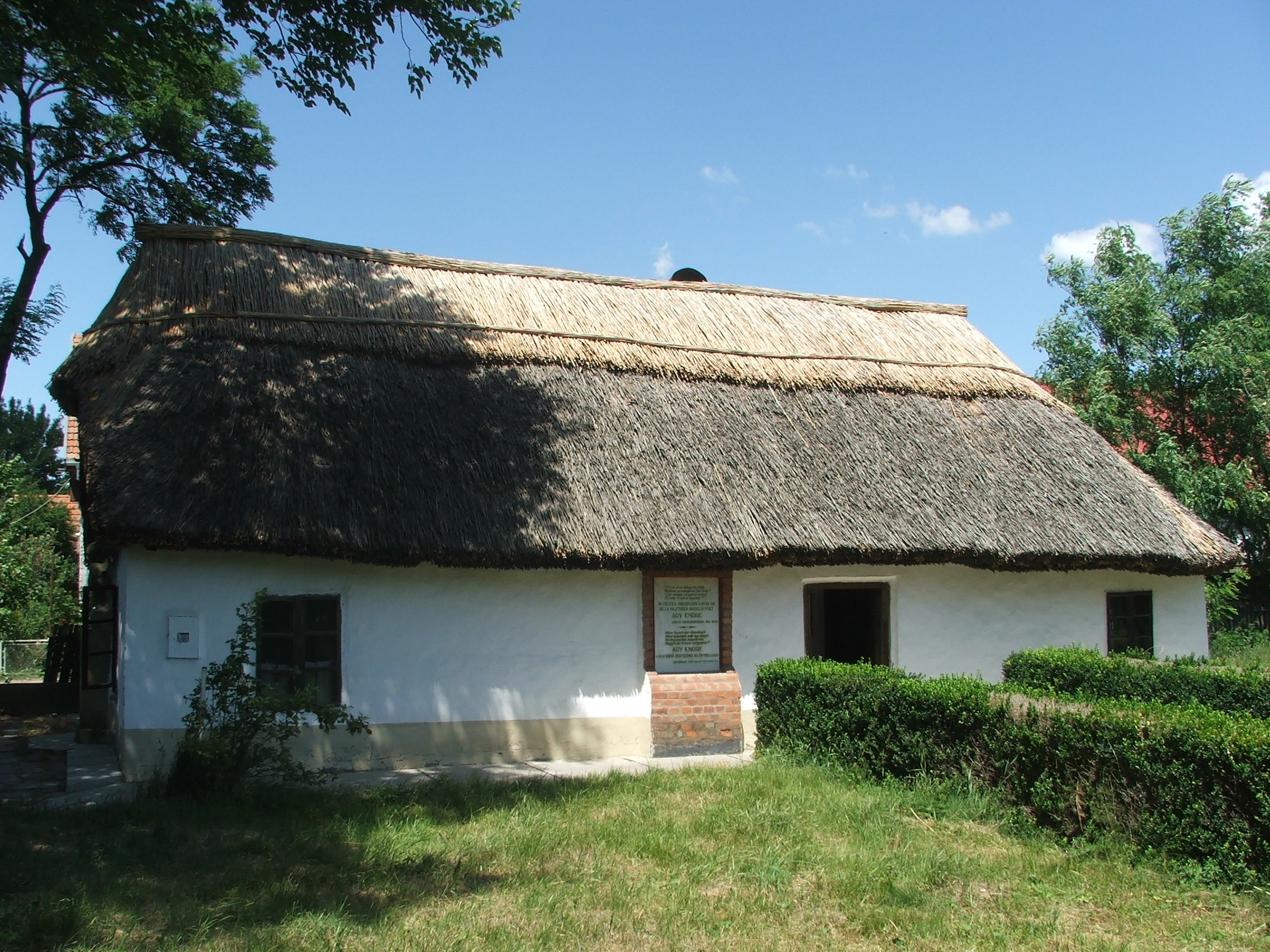
Elternhaus von Ady Endre in Érmindszent

Verschiedene Museen tragen seinen Namen, so das Museum Endre Ady in Oradea, das Museum Endre Ady Budapest und das Memorialmuseum Endre Ady Érmindszent. Ein Asteroid wurde 2021 nach ihm benannt: (345648) Adyendre.
Sein Geburtsort Érmindszent heißt seit 1957 ihm zu Ehren Ady Endre.

## Werke
- Versek (Gedichte), 1899
- Még egyszer (Noch einmal), 1903
- Új versek (Neue Gedichte), 1906
- Vér és arany (Blut und Gold), 1907
- Az Illés szekerén (Auf Elias’ Streitwagen), 1909
- Szeretném, ha szeretnének (Lieben um zu geliebt zu werden), 1910
- A Minden Titkok versei (Gedichte von allen Geheimnissen), 1911
- A menekülő Élet (Das fliehende Leben), 1912
- A magunk szerelme (Unsere Liebe), 1913
- Ki látott engem? (Wer sah mich?), 1914
- A halottak élén (Den Tod jagen), 1918

## Übersetzungen ins Deutsche
- Umdichtungen, aus dem Ungarischen von Theodor H. von Hoch, Budapest, Leipzig 1942.
- Blut und Gold, Auswahl, 1962.
- Gedichte, 1965, 2. Aufl. 1969, dt. von Franz Fühmann, Heinz Kahlau und Géza Engl.
- Gedichte. Auswahl zum Geburtstag des Dichters Endre. Eingeleitet von László Boka, dt. von Annemarie Bostroem, Géza Engl, Franz Fühmann, Heinrich Horváth, Heinz Kahlau, Martin Remané, Ernst Waldinger. Budapest 1977.
- Mensch in der Unmenschlichkeit, 66 Gedichte. Dt. von  Zoltán Franyó, Budapest 1979.
- Zu Gottes linker Hand. Ausgewählte Gedichte, 1981.
- Weil ich für andre focht. Ausgewählte Gedichte 2, dt. von Felix Mandl, Wien 1988.
- Ninis Augen und andere Erzählungen, 1991.
- Der Kuss der Rosalia Mihaly. Gedichte und Novellen, nachgedichtet von Alfred Marnau, Nördlingen 1988
- Triften. Gedichte, 1998.
- Ausgewählte Gedichte. Dt. von Julius Alexander Detrich, 2001.
- Gib mir deine Augen. Gedichte, ung./dt., übersetzt von Wilhelm Droste, 2011.
- Ausgewählte Gedichte, Novellen und Zeitungsartikel. Dt. von Laszlo A. Marosi, 2012.